# Johannes Daniel Falk
Johannes Daniel Falk (ur. 28 października 1768 w Gdańsku, zm. 14 lutego 1826 w Weimarze) – teolog luterański, pisarz i filantrop.

## Życiorys
Był synem ubogiego perukarza i wbrew jego woli, z pomocą rozmaitych dobroczyńców ukończył miejscowe gimnazjum. Już tam zaznaczyły się jego uzdolnienia lingwistyczne i cięte poczucie humoru skierowane przeciwko anomaliom życia społecznego i religijnego. Osobista pobożność kierowała go jednak również w stronę krytyki przerostów filozofii oświeceniowej. Dzięki stypendium Rady Miasta Gdańska udał się do Halle na studia teologiczne, by powrócić jako pastor, jednak studiów nie ukończył. Osiadł w Weimarze, w którego intelektualnej atmosferze działał jako publicysta, wydając szereg pism satyrycznych. W latach 1797–1806 wydawał "Taschenbuch für Freunde des Scherzes und der Satyre", w 1817 opublikował zebrane w 7 tomach "Satirische Werke".
Po zajęciu Weimaru przez wojska francuskie w 1806, pełnił funkcje administracyjne, zmierzające do zmniejszenia ciężarów okupacji.
W pierwszej połowie 1813 założył charytatywne chrześcijańskie "Stowarzyszenie Przyjaciół w Potrzebie" (niem. Gesellschaft der Freunde in der Not), które w wyniku Bitwy Narodów pod Lipskiem i jej następstw stało się centrum pracy socjalnej w Weimarze. Działalność i publicystyka Falka w tym okresie była skierowana przede wszystkim na pracę z młodzieżą, pozbawioną przez wojnę domów. Po śmierci czworga z siedmiorga własnych dzieci wskutek epidemii tyfusu, założył dom opieki dla młodocianych "Lutherhof" (późniejszy Falksches Institut). Kładł nacisk na zawodowe wykształcenie podopiecznych, połączone z wychowaniem religijnym. W tym czasie opublikował szereg pism, utrzymanych w duchu pietystycznym.
Na Boże Narodzenie 1816 podyktował dzieciom "Pieśń na 3 główne święta" (niem. Allerdreifeiertagslied), wysławiającą kolejno w poszczególnych zwrotkach, rozpoczynających się słowami "O du fröhliche" (O błogosławiony...), Narodzenie Pańskie, Wielkanoc i Zesłanie Ducha Świętego. W 1829 r. po przeróbce przez Heinricha Holzschuhera (1798-1847), który pozostawił pierwszą zwrotkę oryginału i dodał do niej dwie swoje, pieśń ta stała się jedną z najpopularniejszych w świecie kolęd. Śpiewana jest – w kościołach protestanckich i katolickich – na melodię prawdopodobnie sycylijską, katolickiego hymnu maryjnego O Sanctissima, w opracowaniu Johanna Gottfrieda Herdera z 1807.
Współczesny polski przekład 1. zwrotki brzmi: O błogosławiony, radością natchniony, Pełen łaski godowy czas! Na ten świat zgubiony Chrystus narodzony; Cieszcie, cieszcie się, chrześcijanie wraz!
(Śpiewnik Kościoła Ewangelicko-Augsburskiego..., wyd. 2, Warszawa 1966)
Mniej popularna jest jego pieśń o Opatrzności Bożej, Wie mit grimmgem Unverstand Wellen sich bewegen!.
Falk wywarł wpływ na działalność Johanna Hinricha Wicherna i jego hamburski zakład opiekuńczy "Rauhe Haus". Imię Jana Daniela Falka nosi szereg przedsięwzięć o charakterze socjalnym, m.in.:
- Johannes-Falk-Haus w Eisenach
- Johannes-Falk-Haus w Hiddenhausen
- Johannes-Falk-Haus w Stuttgarcie